# Ejlatský přístav

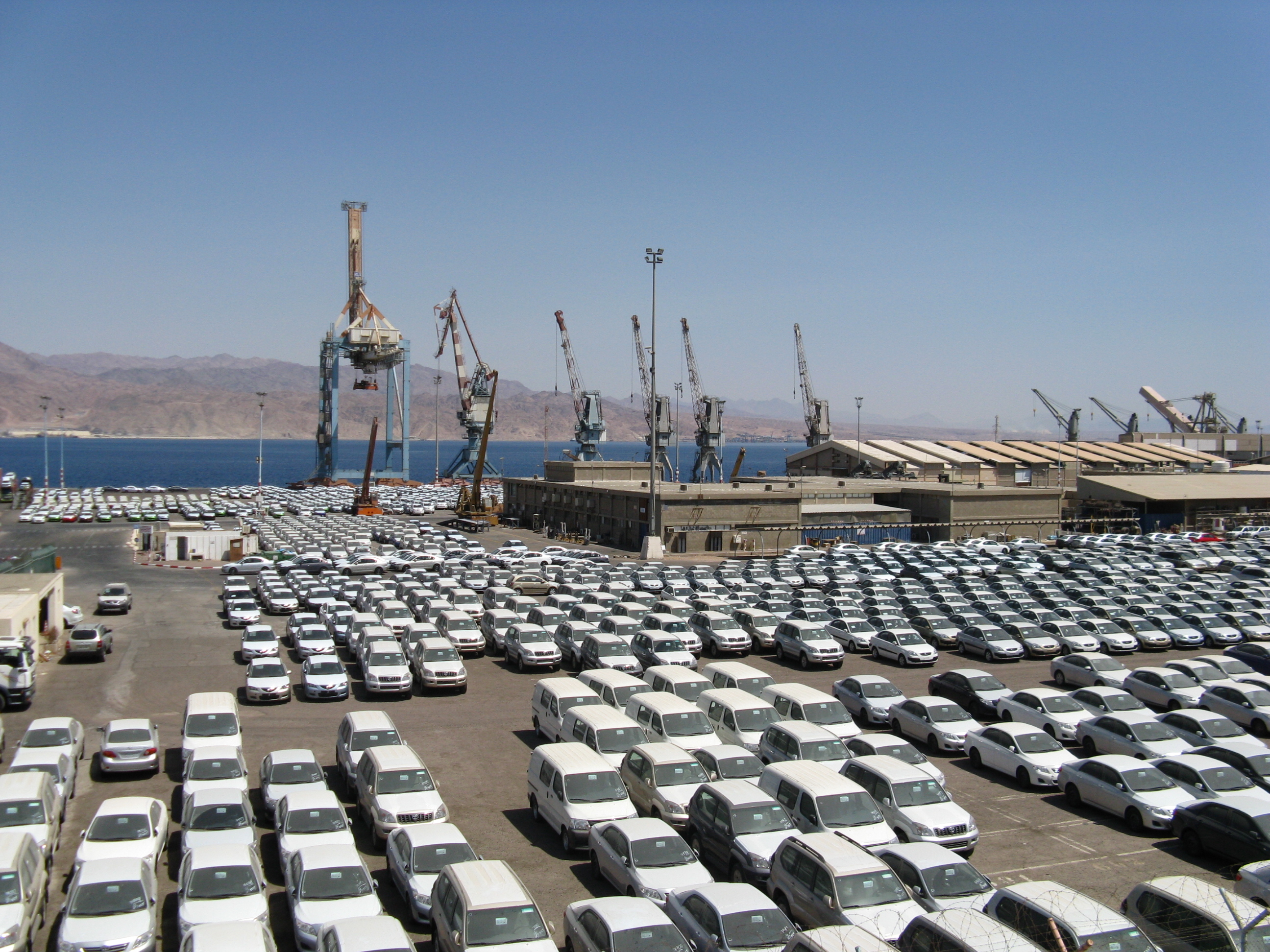
Celkový pohled na ejlatský přístav

Ejlatský přístav (hebrejsky נמל אילת‎, nemal Ejlat, anglicky: Eilat Port) je námořní přístav ve městě Ejlat v Izraeli.

## Poloha a profil přístavu
Zaujímá část pobřeží Rudého moře na jihozápadním okraji Ejlatu. Sestává z několika terminálů pro překládku zboží, skladových ploch a umělých hrází. Přístavní areál má délku 520 m a poskytuje hloubku 12 m. Kapacita skladovacích prostor je 15 000 m², vnější skladové plochy zaujímají 200 000 m². V blízkosti vlastního přístavu se nachází ještě terminál pro překládku ropy. V roce 1968 vznikla firma provozující Transizraelský ropovod mezi přístavy Ejlat a Aškelon. V Ejlatu má k dispozici dvě přistávací mola.
Přístav v Ejlatu patří spolu s přístavy v Ašdodu a v Haifě k hlavním námořním uzlům v Izraeli. Specializuje se na obchodní styky se zeměmi Afriky a Asie. Jen menší význam hraje osobní přeprava. V roce 1999 obsloužil přístav 74 osobních lodí a zpracoval 1 700 000 tun nákladu. V roce 2009 zpracoval 1 800 000 tun zboží, což představovalo výrazný pokles ve srovnání s objemem 2 570 000 tun v roce 2008. Na Ejlat připadá cca 5 % nákladního objemu izraelských přístavů, zajišťuje 50–60 % celkového dovozu automobilů do Izraele. Prochází tudy většina izraelského exportu potaše a fosfátů. Přístav zaměstnává 111 lidí.

## Dějiny
Ejlatský přístav vznikl až ve 2. polovině 20. století, poté co Izrael ovládl tuto výspu na pobřeží Rudého moře a poté, co v důsledku suezské krize roku 1956 získal Izrael garance volné lodní dopravy v Akabském zálivu. Přístav byl založen roku 1957, roku 1965 se přemístil do nynější lokality. Od roku 2005 funguje jako samostatný podnik spadající pod Izraelskou správu přístavů.